# Cebeta (petard)

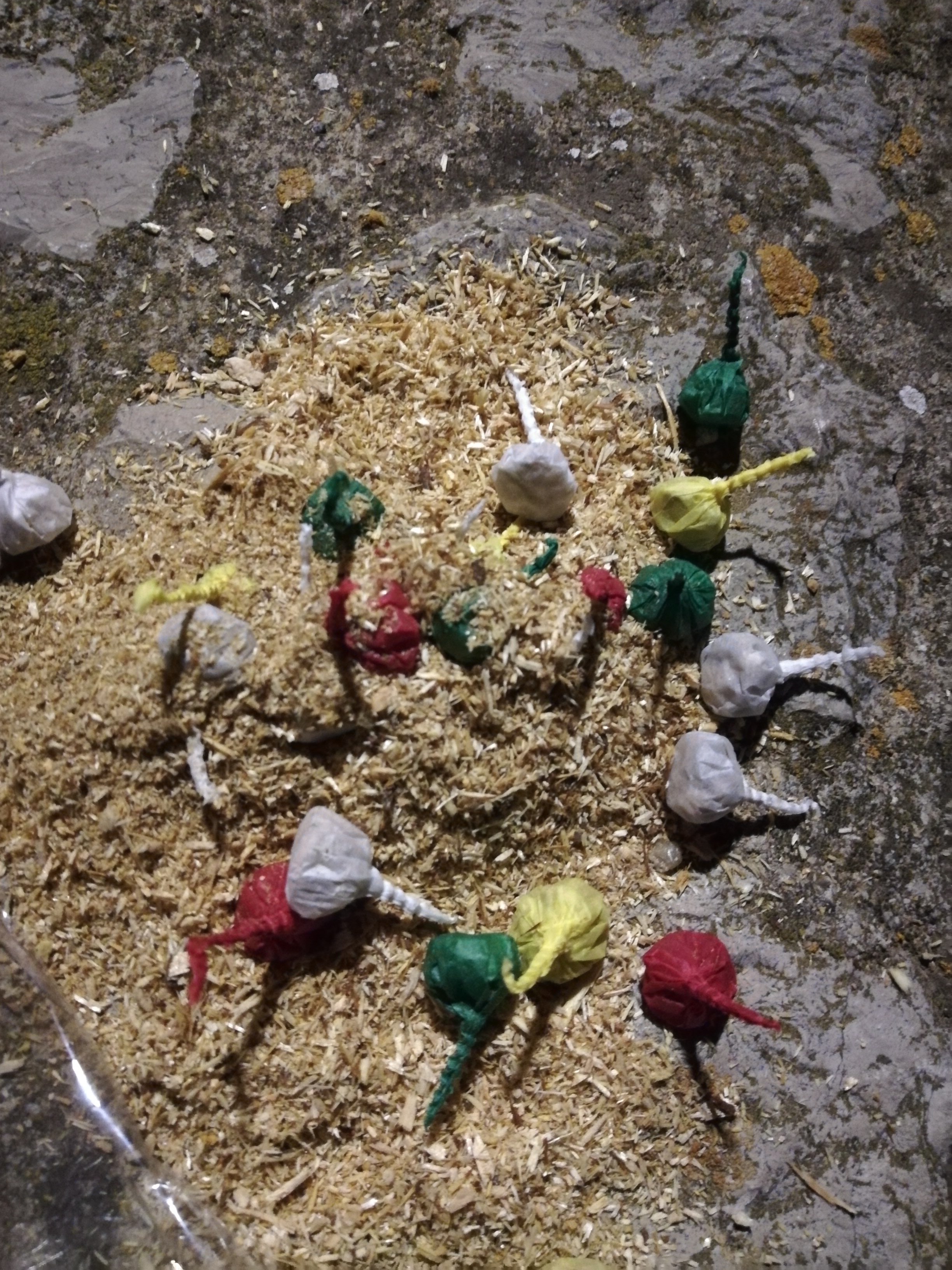
Cebetes utilitzades la nit de Sant Joan.

Es coneix com a cebetes, bruixes o bombetes un tipus de joc pirotècnic molt comú, consistent en una petita bossa de paper de seda blanca farcida de pólvora i pedres. En ser llançades produeixen una petita espurna i un so explosiu. Aquest so és comparable al d'un martell colpint alguna superfície.
El seu nom clarament està en la semblança de la borsa de seda amb una ceba però amb la diferència de la mida, de manera que es pren el diminutiu de ceba: cebeta.
Són considerades com un dels jocs pirotècnics més segurs, ja que el risc de cremada és pràcticament nul sempre que es faci servir adequadament, i comparant-lo amb altres que encara que se'n faci ús adequat, són més perillosos. No obstant això, han de ser usades amb cura, ja que el seu contacte amb la pell pot arribar a produir cremades de segon grau i si són llançades contra un líquid inflamable hi ha molta més probabilitat d'explosió que amb altres elements.